# Johann Wachmann der Ältere
Johann Wachmann der Ältere (* 22. Juli 1592 in Bremen; † 12. Mai 1659 in Bremen) war Syndicus der Freien Hansestadt Bremen und Gesandter der Stadt bei den Verhandlungen zum Westfälischen Frieden.

## Biografie
Wachmann war der Sohn des Bremer Ratsherrn Johann Wachmann. Er studierte am Gymnasium illustre in Bremen sowie an der Universität Marburg und der niederländischen Universität Franeker. Danach war er Hofmeister (Hauslehrer) in Speyer. Nach einigen ausgedehnten Reisen in die Schweiz, nach Frankreich, England und Holland wurde er Advokat in Bremen. 1628 promovierte zum Dr. jur. in Straßburg. 1634 ernannte ihn der Bremer Rat zum Vizesyndicus und 1637 zum Syndicus.
Für Bremen war er mehrfach in diplomatischer Mission tätig, unter anderem 1637 beim Reichstag in Regensburg. Zwischen 1644 und 1648 war Wachmann zusammen mit Gerhard Coccejus und Syndikus Liborius Line einer der bremischen und hansischen Gesandten bei den Verhandlungen zum Westfälischen Frieden in Osnabrück und Münster. Dort setzten sie sich vor allem für die Reichsunmittelbarkeit Bremens ein. 1646 konnte erreicht werden, dass Bremen – gegen Zahlung von 100.000 Reichstalern – von Kaiser Ferdinand III. eine Urkunde über die Reichsunmittelbarkeit der Stadt erhielt – das Linzer Diplom.
Besonders verdient haben sich Wachmann und vorher sein Onkel Bürgermeister Heinrich Krefting um eine Weiterentwicklung des Bremer Stadtrechtes gemacht, welches er kommentierte und glossierte. Er hatte zudem einen umfangreichen Briefwechsel mit auswärtigen Gelehrten und Diplomaten.
Der Bremer Bürgermeister Hermann Wachmann war sein Bruder, dessen Sohn, der Rechtsgelehrte und Bremer Gesandte Johann Wachmann der Jüngere, sein Neffe.